# 韩家园镇
韩家园镇，是中华人民共和国黑龙江省大兴安岭地区呼玛县下辖的一个乡镇级行政单位。

## 行政区划
韩家园镇下辖以下地区：
韩家园村、达拉罕村、十七站村、兴隆村和大砬子村。